# Lars Mörlid
Lars Ebbe Nils Mörlid, född 10 augusti 1947 i Borås, är en svensk kristen sångare, låtskrivare och läkare.
Lars Mörlid var solist i gospelkören Choralerna och skrev tillsammans med Peter Sandwall musikalen Befriad som hade premiär 1973. Befriad framfördes sedan flera hundra gånger av Choralerna och även andra körer. Duon Sandwall och Mörlid har under flera decennier gett ut skivor tillsammans och hållit konserter företrädesvis i kyrkor. Inte minst är de kända för sina julkonserter som de håller på en rad platser varje år sedan 1980.
Lars Mörlid drev fram till 2014 en läkarmottagning i Nässjö och är bosatt i Forserum.

## Kompositioner i urval
- Mitt liv och min lovsång, tillsammans med Peter Sandwall